# Світова місія віри
Світова Місія Віри — неурядова міжнародна християнська гуманітарна та церковно-місіонерська організація, що базується в Сполучених Штатах Америки з філіями місії в Індії, М'янмі (Бірмі) та Таїланді. Є частиною світової місії церковного руху. 

## Історія
Світова Місія Віри була започаткована у 1972 році під керівництвом Йоханнеса Мааса (англ. Johannes Maas), який служив в церкві Уеслі (Wesleyan Church (англ.)). Під час навколосвітнього місіонерського туру як директор Уеслеянської місіонерської ради, під час виступу як доповідач на великій конвенції у індійських прибережних районах штату Андхра-Прадеш, він отримав запит від делегації сільських лідерів та церкви очолюваної пастором Парамжіоті (англ. P.L. Paramjyothi),  розпочати будівництво будинку для дітей-сиріт і бездомних дітей. Будівництво першого дитячого будинку на 25 дітей розпочалася незабаром після цього. З цього і почалася історія організації. Світова Місія Віри зареєстрована в штаті Огайо як 501(c)(3) ((англ.) 501(c)(3)), некомерційна організація, зі штаб-квартирою в Кантоні, штат Огайо. 
Маас, який в даний час працює президентом організації, був запрошеним гостем Прем'єр-Міністра Індії та Президента Сполучених Штатів Джиммі Картера, коли президент виступав з промовою перед аудиторією в один мільйон людей у столиці в Нью-Делі під час його президентського візиту 2 січня 1978 року.
9 грудня 1980 року Світова Місія Віри та її президент отримали високу оцінку з боку Білого дому за їх гуманітарну діяльність в Індії. Це стало результатом офіційного запиту Білого дому з проханням допомоги у відновленні напружених відносини між Вашингтоном і Нью-Делі. Напруження відносин відбулося після візиту Генрі Кіссинджера в Пакистан з метою організації поїздки президента Ніксона в Китай. Боб Меддокс, спеціальний помічник Білого дому по роботі з релігійними організаціями при президенті Картері, написав лист подяки адресований Світовій Місії Віри у якому подякував за допомогу та співпрацю
Світова Місія Віри зіграла важливу роль у вихованні та навчанні дітей, які стали пасторами, соціальними працівниками, чиновниками та релігійними лідерами. 

## Місія

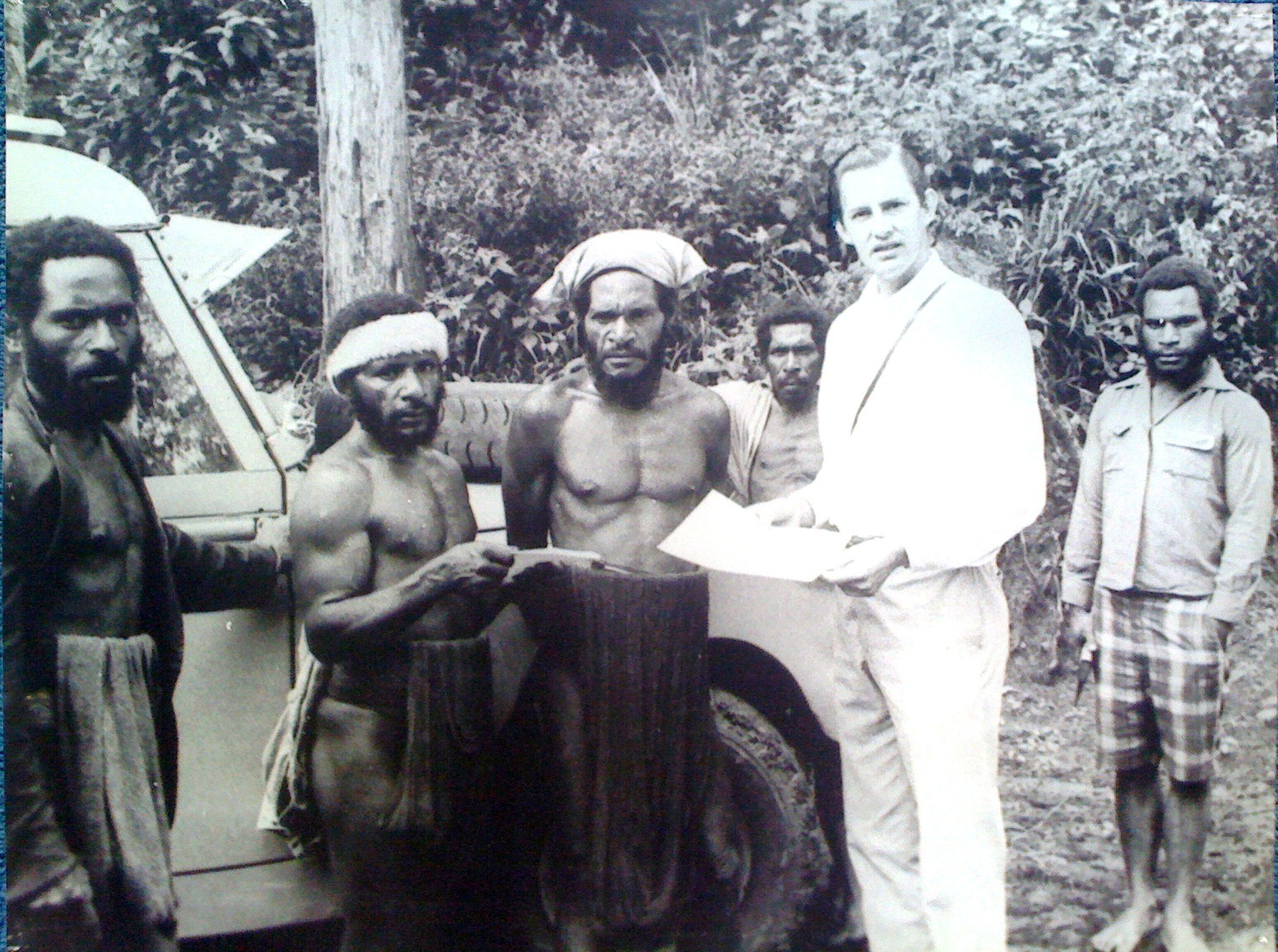
Маас у Новій Гвінеї.

Приймаючи та виконуючи святі писання, щоб робити добро всім людям, Світова Місія Віри присвятила себе завданню: нагодувати голодних, одягнути нагих, турботи про сиріт і вдів, а також забезпечення подальшого духовного, психічного і фізичного благополуччя, якого потребує людство. Вона надає житло, одяг, харчування, освіту, та християнський нагляд за дітьми у кожному зі своїх будинків. Організація має програми дитячого спонсорства, за допомогою яких окремі люди, сім'ї, церкви, або інші групи виступають спонсорами призначеної дитини, вдови, або євангеліста в країні, що розвивається. Спонсори спрямовують кошти щомісяця, з метою постійного забезпечення підтримки особи, яку спонсорують. 
Ця програма, на думку місіонерської організації є відповіддю на зауваження в Посланні Якова піклуватися про сиріт і вдів.

## Завдання
Світова Місія Віри несе відповідальність за створення більш ніж 25 дитячих будинків, багато з яких тепер підтримуються і управляються різними американськими місіонерськими організаціями. Вона налічує понад 200 церков, що представляють її в усьому світі. На своїй щорічній конвенції у Індії, вона зобов'язує пасторів нести по світу Християнську місію церкви під управлінням д-ра Йоханнеса Мааса, який виступає єпископом церкви. 
Світова Місія Віри є активним членом ChristianVolunteering.org (організації TechMission), що становить понад 20 тисяч місцевих пастирів та є найбільшим інтернет-каталогом релігійної волонтерської діяльності.
Світова Місія Віри працює як міжнародна місіонерська служба, в якій запити від американців направляються до пасторів та членів місії в Індії.

## Розташування
Організація має відділення і здійснює свою благодійну місію в:
- Індії
  - Мумбаї
  - Вішакхапатнам
  - Бхілаї
  - Сіккім
- М'янмі (Бірмі) 
  - Янгон
- Таїланді
  - Чонбурі

## Публікації
Журнал Mission of Mercy Magazine є офіційним щомісячним виданням Світової Місії Віри. У 2012 році виданню буде 38 років. Він містить статті про християнську місію роботи організації, а також матеріали, пов'язані з християнством, Азійськими місіями та просвітницьку діяльність в Китаї, Індії, М'янмі (Бірмі) та Таїланді.